# 罗纳德·阿特金斯
罗纳德·亨利·阿特金斯（英語：Ronald Henry Atkins，1916年6月13日—2020年12月30日）是英国工党政治家，1966年至1970年以及1974年2月至1979年间先后两次担任普雷斯顿北选区国会议员。从2018年到去世，他是有登记出生日期的英国最长寿国会议员。

## 生涯
阿特金斯出生在格拉摩根的巴里，是一个小农的儿子，曾在巴里文法学校和伦敦大学接受教育。他深受银屑病之苦，为了在二战中参军，他努力改善自己的健康状况，一个多月只以胡萝卜为食。最后，他自愿在巴里的一家化工公司担任首席润滑师，从事工业战争工作。在那里，他组织了公司的第一个工会分支。
战后他成为了一所延续教育学院的教师，以及全国劳工学院理事会的导师和讲师。1952至1961年，他是布伦特里乡村地区议会的议员，并在埃塞克斯郡议会的中埃塞克斯教育委员会任职。
1964年，阿特金斯在洛斯托夫特选区竞选。1966年，他成功当选普雷斯顿北选区的国会议员。1970年，他输给了保守党的玛丽·霍尔特，1974年，他以255票击败霍尔特，1979年，他仅以29票（0.1%）输给了保守党的罗伯特·阿特金斯。
2010年，他以93岁的高龄作为普雷斯顿市议会中年龄最大的议员卸任。2012年，他与第二任妻子伊丽莎白在当选同一议会成员后不久结婚。2014年12月20日约翰·弗里曼去世后，阿特金斯成为在世年龄最大的前议员。2016年6月，阿特金斯庆祝了自己的100岁生日。他把自己的长寿归功于“良好的基因、积极的生活方式和饮食中的野生大西洋鲑鱼”。在晚年，他一直是一名活跃的社交舞者。2018年8月30日，阿特金斯成为英国有史以来最长寿的国会议员，超过了西奥多·库克·泰勒的记录。他的女儿夏洛特·阿特金斯从1997年到2010年一直是斯塔福德郡穆尔兰兹选区的工党议员。
阿特金斯于2020年12月30日去世，享年104岁。